# 신은 주사위를 던지지 않는다
신은 주사위를 던지지 않는다(神はサイコロを振らない, かみはサイコロをふらない)는 2006년 1월 18일부터 같은 해 3월 15일까지 NTV에서 매주 수요일 22:00 ~ 22:54에 방송 된 텔레비전 드라마이다. 첫 회는 15분 연장. 원작은 오이시 에이지의 동명 소설이다.

## 줄거리
1996년, 이키를 출발해 나가사키로 향하던 도중 행방불명 된 도요항공 402편 DHC-8이 10년만인 2006년의 나가사키 공항에 착륙한다.
10년 전 모습 그대로 나타 난 여객기의 승무원과 승객, 10년이라는 긴 세월동안 변해버린 남겨진 사람들이 사흘간의 재회를 맞이한다.

## 등장 인물
- 마유즈미 야스코 - 고바야시 사토미

도요항공 그랜드 호스티스. 38세
- 다케바야시 아키 - 도모사카 리에

도요항공 402편 객실 승무원. 야스코와는 동기이자 베스트 프렌드. 28세.
- 기우치 데쓰야 - 야마모토 다로

도요항공 402편 부기장. 30세. 야스코의 남자 친구.
- 마유즈미 기쿠스케 - 다케다 신지

야스코의 동생. 니트족. 31세.
- 고토 루리코 - 나루미 리코

402편 승객. 천재 피아니스트. 15세.
- 고토 교코 - 다카하시 게이코

루리코의 어머니. 49세.
- 하마스나 유즈코 - 이치카와 미와코

후지요시의 부인, 모모코의 어머니. 30세.
- 하마스나 후지요시 - 가타기리 진

채소가게 운영. 유즈코의 남편. 32세.
- 하마스나 모모코 - 사사키 마오

후지요시와 유즈코의 딸. 6세.
- 가토 히사히코 - 오스기 렌

물리학자. 52세. 애마는 시티 카브리올레
- 오야혼 부장 - 기시베 잇토쿠

도요항공 운행관리 본부장. 58세.
- 사카쿠라 마사루 - 마스 다케시

야스코의 상사, 도요항공 운행관리본부 근무. 45세.
- 가이 요스케 - 오미 도시노리

고세이의 형. 402편 유족회 회장. 변호사. 40세.
- 가이 고세이 - 나카무라 토모야

402편 승객. 쓰쿠바 대학 4학년. 요스케의 동생. 22세.
- 기리시마 아이 - 야자와 신

402편 승객. 게이타의 여자 친구. 23세.
- 휴가 게이타 - 마루야마 도모미

아이의 남자 친구. 25세.
- 나카타케 쇼코 - 묘세이 마유미

402편 승객. 희극 배우 지망생. 25세.
- 하야카와 마스미 - 이시바시 유

402편 기장.
- 가미쿠라 류조 - 벵갈

402편 승객. 정년퇴임을 앞둔 도쿄의 한 초등학교 교사. 히데코의 남편. 59세.
- 가미쿠라 히데코 - 오카와 에이코

402편 승객. 류조의 아내. 55세.
- 가미쿠라 히로미 - 도야마 교코

류조와 히데코의 딸.
- 구로키 료 - 고시미즈 가즈키

402편 승객. 초등학교 5학년. 10세.
- 구로키 호마레 - 쓰루미 신고

료의 아버지.
- 구로키 야요이 - 교코

료의 어머니.

## 주제가
onelove - Ryohei feat.VERBAL(m-flo)

## 제작진
- 원작 : 오이시 에이지 신은 주사위를 던지지 않는다 神はサイコロを振らない ISBN 4120035948 (중앙공로신사)
- 각본 : 미즈하시 후미에
- 프로듀서 : 하제야마 히로코, 우치야마 마사히로
- 연출 : 사토 도야, 나구모 세이이치
- 음악 : 나카니시 교, 요시카와 게이
- 음악 프로듀서 : 시다 히로히데
- 제작협력 : 오피스 크레센도
- 제작저작 : NTV

## 방송일·부제·시청률
| 각 화                                                         | 방송일          | 부제 (원제)                                              | 부제 (풀이)                                                       | 시청률 |
| ------------------------------------------------------------- | --------------- | -------------------------------------------------------- | ----------------------------------------------------------------- | ------ |
| 제1화                                                         | 2006년 1월 18일 | 10年ぶりに帰還した恋人や親友… 38才・女捨ててんじゃねぇよ | 10년만에 귀환한 연인, 친구... 38세, 아직 여자이길 포기한 거 아냐! | 14.1%  |
| 제2화                                                         | 2006년 1월 25일 | 10年前愛した人を今も変わらず愛していますか?              | 10년 전에 사랑했던 사람을 지금도 변함없이 사랑하고 있습니까?      | 10.6%  |
| 제3화                                                         | 2006년 2월 1일  | 10年前大切だった友達は今もそばにいますか?                | 10년 전 소중했던 친구는 지금도 곁에 있습니까?                     | 9.5%   |
| 제4화                                                         | 2006년 2월 8일  | 10年前の夢を今も覚えてますか?                            | 10년 전의 꿈을 지금도 꾸고 있습니까?                              | 8.9%   |
| 제5화                                                         | 2006년 2월 15일 | 会えてよかった!10年ぶりの親子の再会…                     | 만나서 다행이야! 10년만의 부모자식 재회...                        | 9.6%   |
| 제6화                                                         | 2006년 2월 22일 | 10年前の恋人は今、友達ですか?                            | 10년 전 연인은 지금, 친구입니까?                                  | 9.7%   |
| 제7화                                                         | 2006년 3월 1일  | 余命半年教え子に再会…神様からの贈り物                    | 여명 반년의 제자와 재회... 신이 주신 선물                         | 7.2%   |
| 제8화                                                         | 2006년 3월 8일  | 残された3日間…皆を俺が助ける                             | 남은 3일... 내가 구해줄게                                         | 8.1%   |
| 제9화                                                         | 2006년 3월 15일 | 最後の一日運命は変えられる!                              | 마지막 하루. 운명은 바꿀 수 있어!                                 | 9.1%   |
| 평균시청률 9.6% (시청률은 간토 지방 기준, 비디오 리서치 조사) |                 |                                                          |                                                                   |        |

## 촬영 협조
- 오리엔탈 에어 브릿지
- 나가사키 공항
- 하우스텐보스